# Pallidionicus pandanorum
Pallidionicus pandanorum är en kackerlacksart som beskrevs av Philippe Grandcolas 1997. Pallidionicus pandanorum ingår i släktet Pallidionicus och familjen storkackerlackor.
Artens utbredningsområde är Nya Kaledonien. Inga underarter finns listade i Catalogue of Life.